# Вестмінстерський статут (1931)
Вестмінстерський статут 1931 року — нормативно-правовий акт парламенту Великої Британії від 11 грудня 1931 року, що встановив правове становище Домініонів та їх взаємин із Великою Британією. Таким чином, була створена правова база Британської співдружності націй (на даний час — Співдружність націй).

## Основні положення
- У цьому акті вислів «домініон» означає будь-який із домініонів, а саме: домініон Канада, Австралія, домініон Нова Зеландія, Південноафриканський Союз, Ірландську вільну державу і Ньюфаундленд.
- Жодні закони, прийняті парламентом того або іншого домініону після набуття чинності цього акта, не будуть недійсними з тієї причини, що вони суперечать праву Великої Британії або постановам якого-небудь чинного або майбутнього акту парламенту Сполученого королівства чи яким-небудь указам, правилам або положенням, прийнятим на підставі якого-небудь з таких актів, і права парламенту домініону будуть включати право відміняти чи поправляти такі акти, укази, правила чи положення, оскільки вони складають частину права домініону.
- Цим оголошується і встановлюється, що парламент кожного з домініонів має повне право видавати закони, що мають екстериторіальну дію.
- Жоден акт парламенту Сполученого Королівства, прийнятий після набуття чинності цього акта, не буде поширюватись або вважатись таким, що поширюється на домініони, або як складова частина законодавства якогось домініону, оскільки в тому ж акті не буде напевно оголошено, що домініон просив і погодився на його чинність.